# The Taos Indians at Home, New Mexico
The Taos Indians at Home, New Mexico è un cortometraggio muto del 1912. Il nome del regista non viene riportato nei credit del film prodotto dalla Selig Polyscope.

## Produzione
Il film fu prodotto dalla Selig Polyscope Company.

## Distribuzione
Distribuito dalla General Film Company, il film - un documentario di 100 metri - uscì nelle sale cinematografiche statunitensi il 16 febbraio 1912. Nelle proiezioni, veniva programmato con il sistema dello split reel, accorpato in un'unica bobina con un altro cortometraggio prodotto dalla Selig, The Little Match Seller.